# Ilovaisk
Ilovaisk (em ucraniano:  Іловайськ; em russo:  Иловайск) é uma cidade da Ucrânia, situada no Oblast de Donetsk. Tem 10,8 km² de área e sua população em 2020 foi estimada em 15.487 habitantes.